# Асоціації країн-експортерів
Асоціа́ції краї́н-експорте́рів — поширена форма координації політики експортерів на світових товарних ринках. 
Сьогодні діють асоціації з 18 сировинних товарів. 
Головною метою такої координації, як правило, є підтримання цін на певному високому рівні. Найпомітнішу роль у світовому господарстві відіграють такі асоціації: ОПЕК і ОАПЕК (нафта), СІПЕК (мідь), МАБС (боксити), АІЕК (залізна руда) та ін.